# Pabellón municipal Gerona-Fontajau

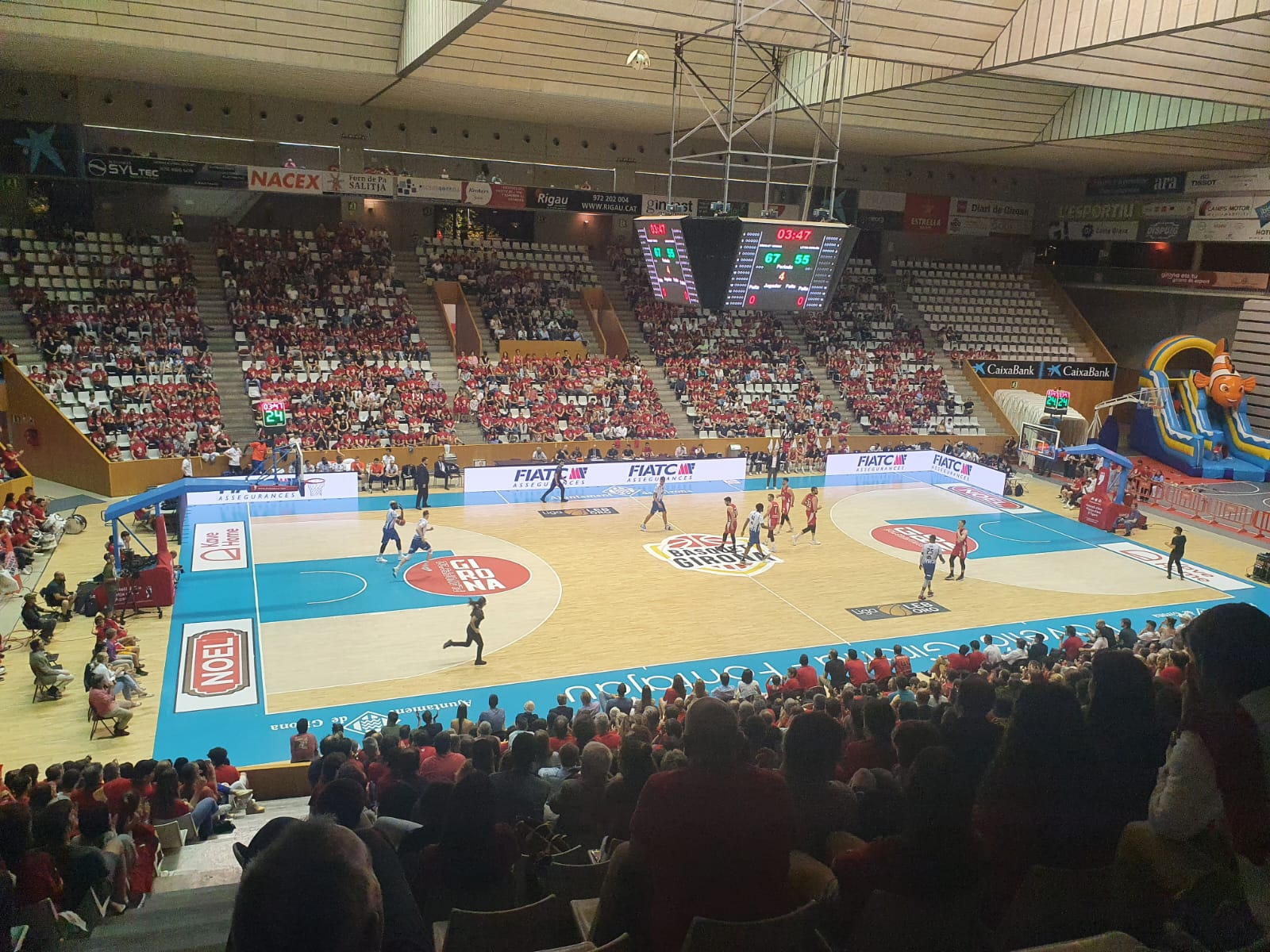
Pabellón

El Pabellón Municipal Gerona-Fontajau (Pavelló Municipal Girona-Fontajau en catalán) es una instalación deportiva situada en la localidad catalana de Gerona y es el estadio donde se disputan los encuentros del Bàsquet Girona de la Liga ACB.
Fue inaugurado el 4 de septiembre de 1993 y cuenta con una capacidad para 5500 espectadores.

## Deportes

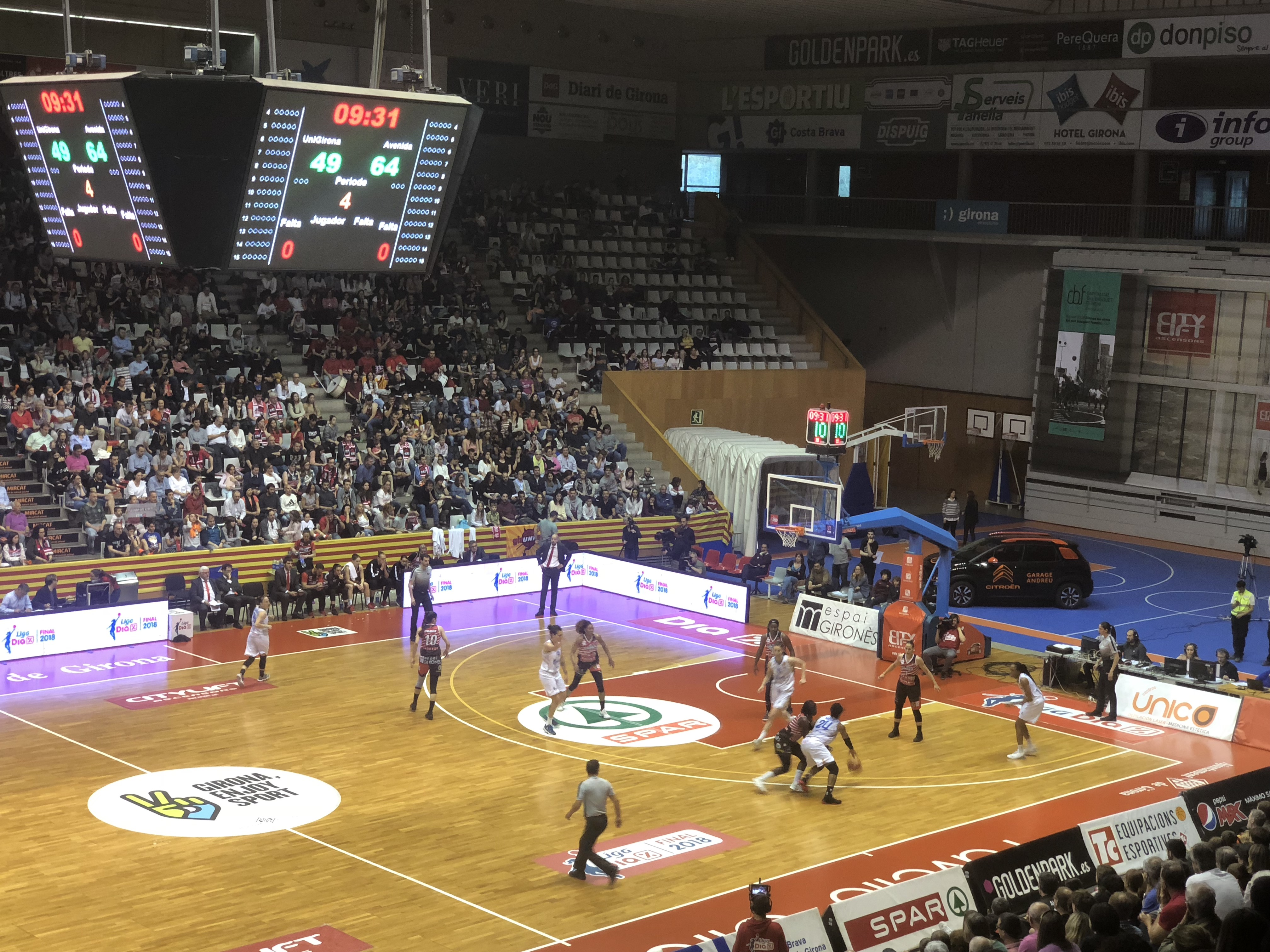

También es el escenario en el que el club, UNI Girona de la Liga Femenina, disputa sus encuentros.
Como citas deportivas cabe destacar las del Eurobasket 1997 y la Final de FIBA EuroChallenge 2007, proclamándose campeón de esta última el Akasvayu Girona. En 2017 acogió la celebración de la Copa de la Reina de Baloncesto.
Cada año, hasta 2013, ha sido el escenario de la prueba Trial Indoor Ciutat de Girona, correspondiente al Campeonato de España de Trial Indoor.

## Conciertos
El pabellón también ha sido un gran escenario para el mundo de la música, en el cual han llegado a cantar personalidades tan importantes del mundo de la música como: Manolo Garcia, Alejandro Sanz, Sergio Dalma, Chayanne, Fito & Fitipaldis, David Bisbal, Malú, Laura Pausini, Extremoduro, La Oreja de Van Gogh o Sopa de Cabra.